# Aluniș (Cluj)

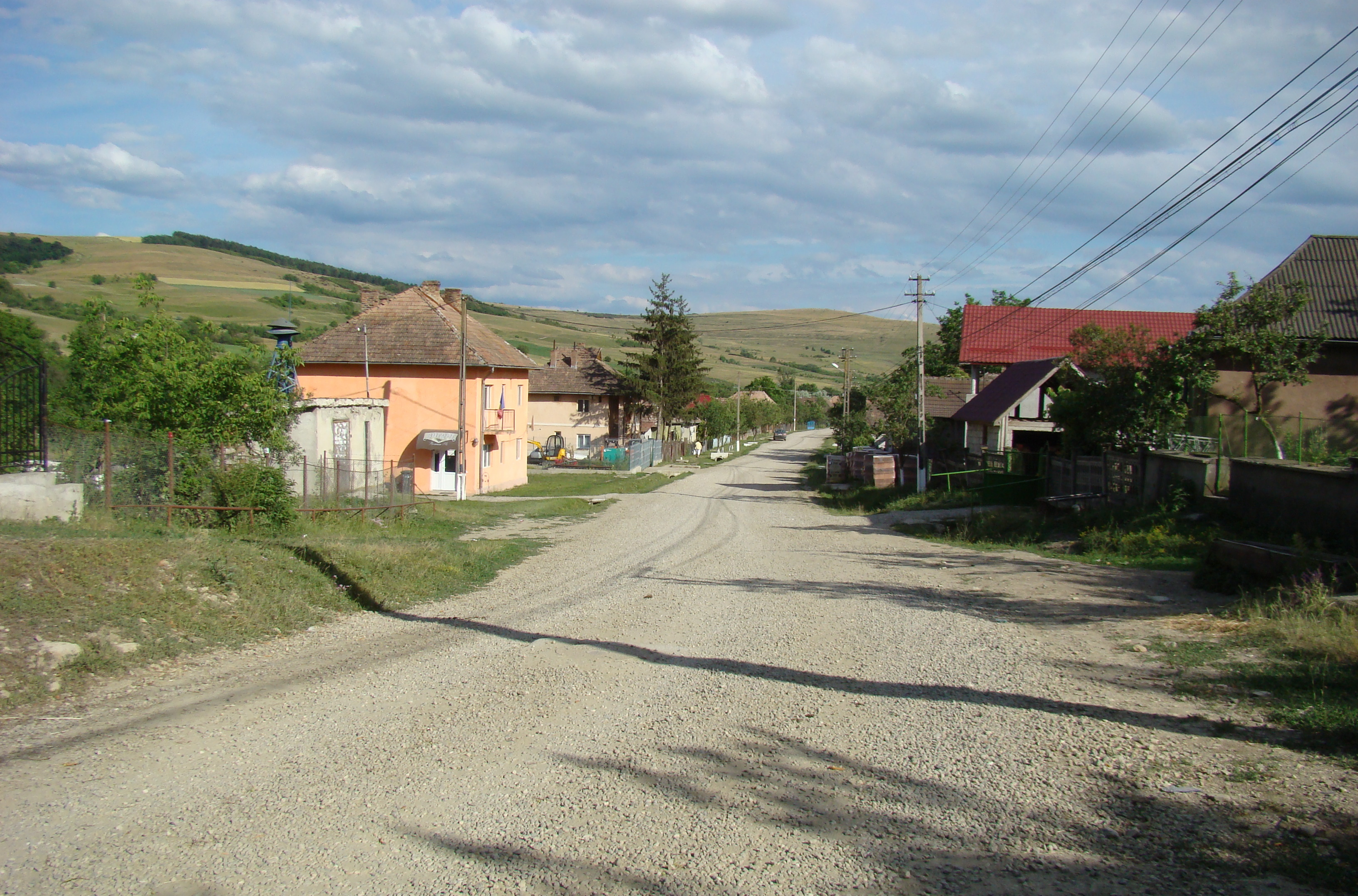
Aluniș (2014)

Aluniș (veraltet Chiced oder Chicediu; ungarisch Kecsed) ist eine Gemeinde im Kreis Cluj in der Region Siebenbürgen in Rumänien. Sie umfasst außer dem eigentlichen Dorf noch vier weitere Siedlungen.
1910 hatte der Ort 845 Einwohner (692 Rumänen, 100 Ungarn, 48 Deutsche), 1992 664 (656 Rumänen, 7 Ungarn).